# Tajni agent (1936.)
Tajni agent (eng. Secret Agent) britanska je triler komedija iz 1936. koju je režirao Alfred Hitchcock nakon velikog uspjeha njegovog prethodnog filma "39 stepenica". Radnja se labavo zasniva na dvijema pričama iz romana "Ashenden: Ili britanski agent" kojeg je napisao W. Somerset Maugham. Glavne uloge tumače John Gielgud, Peter Lorre, Madeleine Carroll i Robert Young. 

## Radnja
Prvi svjetski rat. Mladi britanski vojnik, inače bivši pisac, neugodno se iznenadi kada u novinama pročita da je "umro" od gripe. Na to mu se pojavi "R", voditelj bitanske tajne službe, te mu objasni da je to učinjeno kako bi od njega napravili tajnog agenta. Vojnik dobiva novo ime, Richard Ashenden, te biva poslan u Švicarsku kako bi otkrio tajnog njemačkog špijuna koji pokušava Arape preokrenti protiv Britanaca u ratu. Kada stigne u hotel, Ashenden se iznenadi kada otkrije da su mu tajne službe dale i lažnu suprugu, Elsu, kako bi mu prikrili identitet. U njihovom timu je također i neugledni agent "General". Elsu u hotelu stalno slijedi neki ženskar, Marvin.
Slijedeći trag umorenog orguljaša, Ashenden i General posumnjaju da bi špijun mogao biti jedan Nijemac planinar. U okladi, General planinara odvede na vrh planine, te ga gurne u provaliju kako bi sve izgledalo kao nestreni slučaj, što je sve vidio Ashenden koji nije imao snage ubiti čovjeka. Nažalost, ispostavi se da je planinar bio potpuno nedužan, što zgrozi Elsu koja odluči napustiti zanimanje špijuna. U jednoj tvornici čokolada, Ashenden i General otkriju da je pravi njemački špijun zapravo Marvin, s kojim se Elsa ukrcala na vlak. Oni ju slijede. U napadu britanskih aviona, vlak izađe s tračnica pa General i Marvin pogibaju. Ashenden i Elsa zajedno napuštaju službu.

## Glume
- John Gielgud - Richard Ashenden
- Peter Lorre - General
- Madeleine Carroll - Elsa Carrington
- Robert Young - Robert Marvin
- Percy Marmont - Caypor
- Florence Kahn - Gđa. Caypor
- Charles Carson - 'R'
- Lilli Palmer - Lilli

## Zanimljivosti
Alfred Hitchcock je uvjerio kazališnog glumca Johna Gielguda da igra glavnu ulogu u filmu opisujući glavnog junaka kao "modernog Hamleta". Gielgud je stoga po danu snimao film dok je navečer nastupao na kazališnim daskama u izvedbi "Romea i Julije".
Iako je film imao solidnu zaradu u kinima, nije ponovio uspjeh "39 stepenica". Kritičari su pogotovo smatrali da je Gielgud krivo izabran za glavnu ulogu. Hitchcock je izjavio da mu se film ipak sviđa, ali je zapisao (o manjku junaštva glavnog junaka): "Ne možeš navijati za junaka koji to ne želi biti".

## Vanjske poveznice
- Tajni agent u internetskoj bazi filmova IMDb-a
- Rotten-Tomatoes.com
- Cijeli film online  Arhivirana inačica izvorne stranice od 16. travnja 2009. (Wayback Machine) na google video
- Elisabeth Weis, 1982, The Silent Scream — Alfred Hitchcock's Sound Track (1982), "Ekspresionizam na vrhuncu: Tajni agent"  Arhivirana inačica izvorne stranice od 17. lipnja 2007. (Wayback Machine) — Rasprava o Hitchcockovoj upotrebi zvuka u filmu
- Movie Diva, Recenzija iz 2001.
- Secret Agent Eyegate Gallery  Arhivirana inačica izvorne stranice od 10. srpnja 2011. (Wayback Machine)